# 蒙塔巴尔
蒙塔巴尔（法語：Montabard，法語發音：[mɔ̃tabaʁ] ⓘ）是法国奥恩省的一个市镇，位于该省北部，属于阿让唐区。

## 地理
蒙塔巴尔（48°48'59"N, 0°5'46"W）面积10.97 平方千米，位于法国诺曼底大区奧恩省，该省份为法国西北部内陆省份，北起顺时针与卡爾瓦多斯省、厄尔省、厄尔-卢瓦省、萨尔特省、马耶讷省和芒什省接壤。
与蒙塔巴尔接壤的市镇（或旧市镇、城区）包括：巴约勒、布里约、科莫、内西、奥卡涅、罗奈。

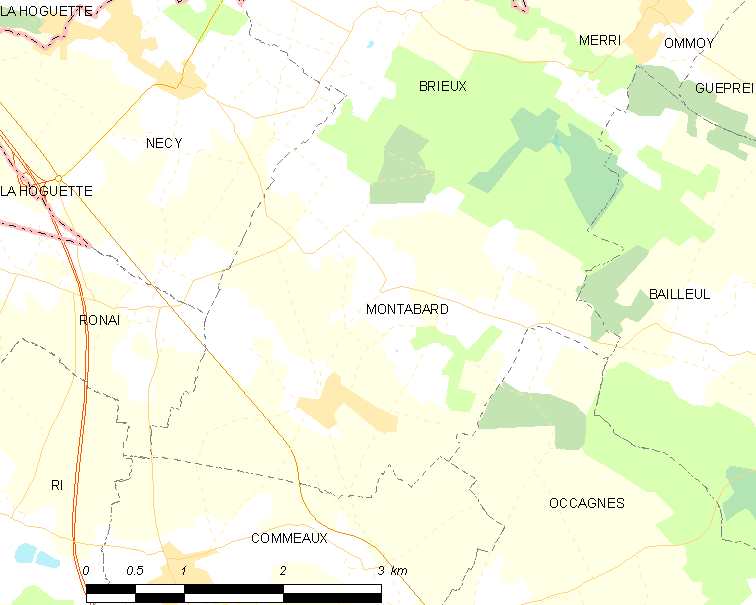
蒙塔巴尔的OSM定位图

蒙塔巴尔的时区为UTC+01:00、UTC+02:00（夏令时）。

## 行政
蒙塔巴尔的邮政编码为61160，INSEE市镇编码为61283。

## 政治
蒙塔巴尔所属的省级选区为阿让唐第一县。

## 人口

1962-2008年间蒙塔巴尔人口变化图示

蒙塔巴尔于2022年1月1日时的人口数量为284人。